# Heini Messner
Heinrich "Heini" Messner, född 1 september 1939 i Obernberg am Brenner i Tyrolen, död 19 oktober 2023, var en österrikisk alpin skidåkare.
Messner blev olympisk bronsmedaljör i storslalom vid vinterspelen 1968 i Grenoble och i störtlopp vid vinterspelen 1972 i Sapporo.